# Клименко, Иван Павлович
Ива́н Па́влович Климе́нко (20 июня 1924, село Кайры, Херсонский округ — 22 июня 2017, Симферополь) — советский военный лётчик, участник Великой Отечественной войны, Смоленской операции, Белорусской наступательной операции «Багратион», Прибалтийской операции и взятия Кёнигсберга. Генерал-майор Вооружённых сил Украины (2008), полковник Советской армии.

## Биография

### Детство и юность
Родился 20 июня 1924 года в селе Кайры.
Родители Ивана умерли, когда ему было 8 лет, поэтому он воспитывался в детском доме. В возрасте 14 лет мальчика взяла на воспитание Людмила Ивановна Семёнова, работавшая учительницей в селе Васильевка Каховского района. Позднее Клименко вспоминал:

Во-первых, приёмная мама контролировала мою учёбу, а я ей во всем помогал — сено косил, дрова рубил, огород убирал, абсолютно всё по дому делал. Спасибо ей, что она контролировала мои занятия — конечно, ударником не стал, но твёрдым хорошистом сделался. Потому что приду из школы, попрошусь на улицу, а Людмила Ивановна говорит: «Нет, сынок, садись и делай уроки, я у тебя их проверю, а потом иди гулять».
В 1940 году Иван окончил школу-семилетку, а затем поступил в школу ФЗО судостроительного завода имени 61 коммунара в Николаеве, окончил её на «отлично» по специальности «приборы на надводных военных кораблях и надводных лодках», а затем по свободному распределению поехал во Владивосток, где работал на заводе № 202 имени К. Е. Ворошилова. За год работы получил 4-й разряд, который обычно получали через пять-десять лет работы.

### Великая Отечественная война
В мае 1942 года добровольцем, через Ворошиловский райвоенкомат Владивостока, ушёл в Рабоче-крестьянскую Красную армию. Через три месяца окончил курсы, после чего ему было присвоено звание сержанта, а затем был направлен на Ленинградский фронт.
В действующей армии с октября—декабря 1942 года, службу начал в 1071-й стрелковом полку 311-й стрелковой дивизии в качестве командира отделения разведки. Под Старой Руссой неоднократно ходил в тыл врага, взял в плен нескольких «языков», в том числе и офицеров:

За год и два месяца на передовой я сто десять раз возглавлял группы разведчиков не только по наблюдению передовой противника, но и при проникновении в тыл врага. В ходе этих вылазок мы десять раз при выполнении боевого задания переходили через нейтральную линию и возвращались на свою территорию, несколько раз с немцами сталкивались и неравный вели бой. Удачно все проходило, в стычках одерживали верх, потому что все были прекрасно вооружены автоматами, и гранат имелось вдоволь.
На фронте заболел и был легко ранен в спину, был направлен в госпиталь в Ногинск. После выздоровления был направлен в школу воздушных стрелков-радистов.
После окончания школы был направлен в 953-й штурмовой авиационный полк (311-я авиационная штурмовая дивизия, 1-я воздушная армия, 3-й Белорусский фронт), в этом подразделении воевал в качестве воздушного стрелка вплоть до окончания войны. Клименко рассказывал:

Направили потом в 953-й штурмовой авиаполк 1-й воздушной армии. Всех разбили по парам лётчик-стрелок, а мне говорят, что так как я самый младший среди всех, но прошёл такой боевой путь, то решили назначить мастером по вооружению полка. Говорю: «Нет». Вызывает командир полка и спрашивает, почему не соглашаюсь. Сказал ему, что если по специальности не назначат воздушным стрелком, то я дезертирую на сборный пункт, где попрошу должность заместителя командира взвода полковой разведки. Согласились на мои условия, но решили проверить знания стрельбы из пистолета, автомата и пулемёта, а также воздушную стрельбу. Я всю теорию ответил и на земле отстрелялся на «отлично». Когда проверяли знания на сборку и разборку оружия, говорю: «Закрывайте мне глаза». Завязали повязкой. И в таком виде, с закрытыми глазами, разбираю и собираю автомат. 
В августе 1944 года за 10 успешных боевых вылетов был награждён медалью «За отвагу». По данным на декабрь 1944 года совершил 30 боевых вылетов, уничтожил большое количество солдат противника, вражеских автомобилей, подавил зенитную батарею. Неоднократно проявлял мужество и отвагу на боевых заданиях. 9 октября в групповом вылете в район города Юрбаркас на штурмовку отступающего противника отразил атаку 4 немецких истребителей. Был представлен к награждению орденом Отечественной войны II степени.
Приказом по войскам 1-й воздушной армии (№ 081/н) от 26 декабря 1944 года сержант Клименко был награждён орденом Славы III степени.
14 января 1945 года старшина Клименко в ходе боёв у населенного пункта Грюнхаус, расположенного в 14 километрах восточнее города Гумбиннен (ныне город Гусев Калининградской области) подавил 3 орудия зенитной артиллерии, пулемётную точку, поджёг 5 автомобилей, истребил свыше 10 солдат противника. Всего к этому времени совершил 50 боевых вылетов. Был представлен к награждению орденом Отечественной войны I степени.
Приказом по войскам 1-й воздушной армии (№ 15/н) от 22 февраля 1945 года старшина Клименко был награждён орденом Славы II степени.
18 марта 1945 года в воздушном бою в районе населенного пункта Волиттникк, расположенного в 12 километрах северо-восточнее города Хайлигенбайль (ныне город Мамоново Калининградской области) из пулемёта сбил истребитель противника. К маю 1945 года в составе экипажа совершил 110 боевых вылетов на разведку, штурмовку и бомбардировку скоплений войск и коммуникаций противника, лично и в групповых боях сбил 14 немецких самолётов.
Участник боёв за город Кёнигсберг. 6 апреля 1945 года за 20 успешных боевых вылетов был награждён орденом Красной Звезды.
8 апреля группа советских Ил-2 атаковала артиллерию в центре города. Самолёт Клименко был обстрелян сильным огнём малокалиберной зенитной артиллерии противника, но стрелок заметил, откуда ведётся огонь, и направил туда огонь пулемёта, подавив огонь двух орудий.
20 апреля советской авиацией была осуществлена важная операция — летчики должны были потопить крупный немецкий военный корабль, направлявшегося в порт города на борту которого находились более тысячи солдат и офицеров, боевая техника, боеприпасы. После тяжёлого боя с прикрывавшими судно немецкими самолётами, советским летчикам удалось долететь до корабля и сбросить бомбы. Немецкие зенитчики успели подбить Ил-2 Клименко, но лётчик успел катапультироваться. Упав в воду, в 50 метрах от берега Иван Павлович заметил тонущего человека, который оказался лётчиком французского авиационного истребительного полка «Нормандия-Неман». При помощи надувного жилета вдвоём офицеры добрались до берега.

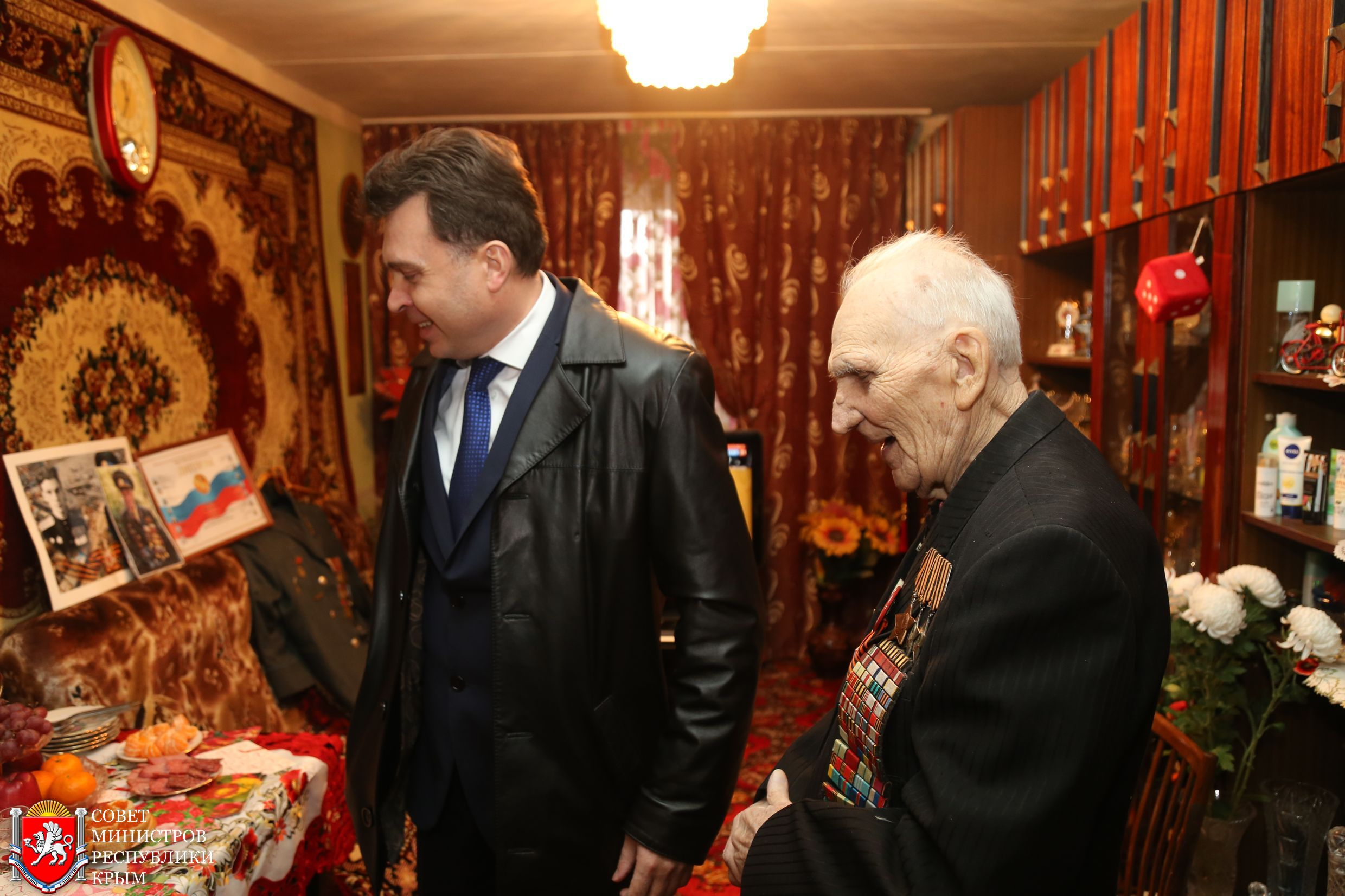
Заместитель Председателя Совета министров РК Игорь Михайличенко 9 декабря 2016 года встретился с Героем Советского Союза Ашотом Аматуни и кавалером ордена Славы 3-х степеней Иваном Клименко.

Указом Президиума Верховного Совета СССР от 15 мая 1946 года за мужество, отвагу и героизм, проявленные в боях с немецко-фашистскими захватчиками на заключительном этапе Великой Отечественной войны, старшина Клименко был награждён орденом Славы I степени за номером № 169.
Победу Клименко встретил в Восточной Пруссии. Участник Парада Победы на Красной площади Москвы 24 июня 1945 года.

### После войны
После войны продолжал службу в Вооружённых Силах СССР на должностях политического состава в авиационных частях. Окончил Рижское военно-политическое училище. В 1948 году вступил в КПСС.
В 1970 году уволен в запас в звании полковника. Был командиром сводного батальона Героев Советского Союза и полных кавалеров орденов Славы на юбилейном параде на Красной площади 9 мая 1985 года.
На пенсии вёл активную патриотическую работу среди молодёжи. В 1990 году в составе советской делегации в качестве посла мира и дружбы посетил Чехословакию.
Указом Президента Украины от 8 мая 2008 года И. П. Клименко было присвоено звание «генерал-майор».
Жил в Симферополе, где и скончался 22 июня 2017 года. С 6 сентября 2022 г. СОШ № 24 носит имя «Средняя общеобразовательная школа № 24 имени Кавалера 3-х орденов Славы И. П. Клименко с углубленным изучением иностранных языков».

## Награды
Советские государственные награды
- Полный кавалер ордена Славы:
  - орден Славы I степени — 15 мая 1946 года (орден № 169)
  - орден Славы II степени — 22 февраля 1945 года (орден № 4434)
  - орден Славы III степени — 26 декабря 1944 года (орден № 195036)
- Ордена Отечественной войны I и II степеней (7 июля 1945 года)[10]
- Орден Красной Звезды (6 апреля 1945 года)[10]
- медали, в том числе:
  - медаль «За отвагу» (4 августа 1944 года)[5][10]
  - медаль «За боевые заслуги»[2]
  - юбилейные медали

Награды Украины и Крыма
- Орден Богдана Хмельницкого I и II степеней[3][11]
- Медаль «Защитнику Отчизны»
- Почётная грамота Верховного Совета Автономной Республики Крым[3]
- Юбилейная грамота Совета Министров Автономной Республики Крым в честь 55-й годовщины Победы в Великой Отечественной войне 1941—1945 гг. (21 апреля 2000 года)[12]
- Юбилейная медаль «В память 230-летия Симферополя»[13]
- Медаль «За защиту Республики Крым» (Республика Крым, 2 июня 2016 года) — за весомый личный вклад в становление и развитие Республики Крым, выдающиеся заслуги в образовательной, культурной, социально-экономической и других сферах общественной деятельности, добросовестный труд, высокий профессионализм и в связи с Днем России[14]